# Division 2 1996/97
Die Division 2 1996/97 war die 58. Austragung der zweithöchsten französischen Fußballliga. Es handelte sich dabei um eine Liga ausschließlich mit Profimannschaften.
Gespielt wurde vom 11. August 1996 bis zum 30. Mai 1997. Zweitligameister wurde La Berrichonne Châteauroux.

## Vereine
Teilnahmeberechtigt waren die 15 Vereine, die nach der vorangegangenen Spielzeit weder in die erste Division auf- noch in die dritte Liga (National) oder tiefer abgestiegen waren; dazu kamen drei Erstligaabsteiger und vier Aufsteiger aus der National.
Somit spielten in dieser Saison folgende 22 Mannschaften um die Meisterschaft der Division 2:
- zwei aus dem Norden (Aufsteiger AS Beauvais, SC Amiens)
- drei aus dem Großraum Paris und der Champagne-Ardenne (AS Red Star, OFC Charleville, Aufsteiger Association Troyes AC)
- drei aus dem Nordosten (SAS Épinal, FC Mulhouse, FC Sochaux)
- vier aus dem Nordwesten (Stade Laval, Le Mans UC, Aufsteiger Stade Briochin, FC Lorient)
- drei aus dem Zentrum (LB Châteauroux, CS Louhans-Cuiseaux, Absteiger FC Gueugnon)
- eine aus dem Südwesten (Chamois Niort)
- sechs aus dem Südosten (Absteiger AS Saint-Étienne, USJOA Valence, Toulouse FC, FC Perpignan, Absteiger FC Martigues, Aufsteiger Sporting Toulon)

Direkt aufstiegsberechtigt waren diesmal nur die beiden erstplatzierten Klubs, weil die erste Division auf 18 Teilnehmer verkleinert werden sollte. Die vier Absteiger wurden durch lediglich zwei Drittligaaufsteiger ersetzt.

## Saisonverlauf
Jede Mannschaft trug gegen jeden Gruppengegner ein Hin- und ein Rückspiel aus, einmal vor eigenem Publikum und einmal auswärts. Es galt die Drei-Punkte-Regel. Bei Punktgleichheit gab die Tordifferenz den Ausschlag für die Platzierung; bestand auch darin noch Identität – wie es in dieser Saison zwischen Mulhouse und Red Star der Fall war –, entschied die höhere Zahl erzielter Treffer über den besseren Tabellenrang.
Châteauroux und Toulouse hatten sich bereits mehrere Spieltage vor Saisonende entscheidend von ihren Hauptverfolgern, den beiden Erstligaabsteigern Martigues und Gueugnon, absetzen können, und auch die überraschend gut in die Spiele gekommene Mannschaft aus Niort vermochten mit den späteren Aufsteigern letztlich nicht mehr mitzuhalten. Eine gute Saison verzeichnete auch der Aufsteiger Beauvais als Siebter der Abschlusstabelle, während Saint-Étienne, Frankreichs „Übermannschaft“ der 1960er und 1970er Jahre, nur knapp dem Schicksal entging, direkt aus der ersten in die dritte Liga „durchgereicht“ zu werden. Allerdings war die Spielzeit auch wieder von massiven finanziellen Schwierigkeiten einiger Klubs gekennzeichnet; Aufsteiger Saint-Brieuc zog seine Mannschaft vor dem letzten Saisonviertel ungeachtet seiner bereits gewonnenen 38 Punkte deshalb sogar ganz zurück, während Perpignan und Charleville ihre Spiele zwar komplett absolvierten, anschließend aber gerichtlich für zahlungsunfähig erklärt wurden und ihren Profistatus aufgaben. Davon profitierte Liganeuling ATAC aus Troyes, die nur deswegen in der Division 2 verblieb.
In den tatsächlich ausgetragenen 451 Begegnungen wurden 999 Treffer erzielt; das entspricht einem Mittelwert von gut 2,2 Toren je Spiel. Erfolgreichster Torschütze und damit Gewinner der Liga-Torjägerkrone war Samuel Michel vom FC Sochaux mit 23 Treffern. Zur folgenden Spielzeit kamen vier Absteiger aus der Division 1 (SM Caen, AS Nancy, OSC Lille und OGC Nizza) hinzu; aus der dritthöchsten Liga stiegen mit Olympique Nîmes und ES Wasquehal diesmal lediglich zwei Mannschaften auf.

## Abschlusstabelle
| Pl. | Verein                    | Sp. | S  | U  | N  | Tore    | Diff. | Punkte |
| --- | ------------------------- | --- | -- | -- | -- | ------- | ----- | ------ |
| 1.  | LB Châteauroux            | 42  | 20 | 16 | 6  | 054:270 | +27   | 76     |
| 2.  | Toulouse FC               | 42  | 22 | 9  | 11 | 061:320 | +29   | 75     |
| 3.  | FC Martigues (A)          | 42  | 17 | 16 | 9  | 054:330 | +21   | 67     |
| 4.  | FC Gueugnon (A)           | 42  | 19 | 10 | 13 | 054:470 | +7    | 67     |
| 5.  | Chamois Niort             | 42  | 16 | 17 | 9  | 044:360 | +8    | 65     |
| 6.  | Le Mans UC                | 42  | 15 | 17 | 10 | 049:410 | +8    | 62     |
| 7.  | AS Beauvais (N)           | 42  | 15 | 16 | 11 | 043:430 | ±0    | 61     |
| 8.  | Stade Laval               | 42  | 14 | 16 | 12 | 048:390 | +9    | 58     |
| 9.  | FC Lorient                | 42  | 15 | 13 | 14 | 050:500 | ±0    | 58     |
| 10. | USJOA Valence             | 42  | 17 | 7  | 18 | 048:530 | −5    | 58     |
| 11. | FC Sochaux                | 42  | 14 | 15 | 13 | 054:470 | +7    | 57     |
| 12. | FC Mulhouse               | 42  | 14 | 12 | 16 | 051:490 | +2    | 54     |
| 13. | AS Red Star               | 42  | 12 | 18 | 12 | 050:480 | +2    | 54     |
| 14. | Sporting Toulon (N)       | 42  | 14 | 12 | 16 | 050:570 | −7    | 54     |
| 15. | SC Amiens                 | 42  | 13 | 13 | 16 | 044:470 | −3    | 52     |
| 16. | FC Perpignan              | 42  | 11 | 18 | 13 | 038:420 | −4    | 51     |
| 17. | AS Saint-Étienne (A)      | 42  | 12 | 15 | 15 | 048:560 | −8    | 51     |
| 18. | CS Louhans-Cuiseaux       | 42  | 13 | 12 | 17 | 039:520 | −13   | 51     |
| 19. | OFC Charleville           | 42  | 10 | 19 | 13 | 037:480 | −11   | 49     |
| 20. | Association Troyes AC (N) | 42  | 10 | 18 | 14 | 036:420 | −6    | 48     |
| 21. | SAS Épinal                | 42  | 6  | 8  | 28 | 026:750 | −49   | 26     |
| 22. | Stade Briochin a          | 42  | 9  | 11 | 22 | 032:460 | −14   | 38     |

Platzierungskriterien: 1. Punkte – 2. Tordifferenz – 3. geschossene Tore

| (A) | Absteiger aus der Division 1 1995/96 |
| (N) | Neuaufsteiger                        |